# Дубовая (Саратовская область)
Дубовая — деревня в Аркадакском районе, Саратовской области, России. Входит в состав Росташовского сельского поселения.

## География
Расположена на речке Дубовая, левом притоке реки Большой Аркадак. Сохранились остатки нескольких жилых домов, а также фермы.

## История
Согласно сведениям IV ревизии о помещичьих крестьянах Балашовской округи Саратовского наместничества, которая проводилась в 1781—1783 годах, деревня Дубовая упоминается как новопоселенная, «при состроенном в 1742 году хуторе».
По данным 1859 года во владельческой деревне Дубовая 1-го стана Балашовского уезда Саратовской губернии при пруде проживало 394 человека (192 мужчины, 202 женщины) в 48 дворах.
В 1886—1887 годах была проведена подворная перепись. В деревне Дубовая Ивановской 1-й волости Балашовского уезда проживало 326 мужчин и 329 женщин в 102 наличных приписных домохозяйствах и 16 жителей обоего пола в 4 семьях постороннего населения (итого 671 человек, половина из которых — великороссы, половина — обрусевшие малороссы, почти все — православные, за исключением 3 дворов молокан, всего 26 грамотных мужчин и 16 учащихся мальчиков). Надел составлял 283,5 десятины удобной земли (в том числе 135 десятин пашни). Из скота имелось 192 рабочих и 61 нерабочая лошадь, 147 коров, 20 гулевых и 86 телят, 702 овцы и 26 свиней; также 2 двора имели 10 колод пчёл. Площадь посева составляла 588,7 десятины, большей частью на арендованной казённой или владельческой пашне (316,7 десятин за деньги и 159 исполу), а также на наделе. Обрабатывали посевы в основном своим скотом. 15 дворов были без посева. Имелось 100 деревянных изб, крытых соломой или камышом, а также 1 лавка и 1 кабак.
В деревне в то время проживали крестьяне-собственники, бывшие помещика Салова. Деревня находилась в 70 верстах от Балашова и в 8 верстах от села Ивановка, где располагались волостное правление, церковный приход и другие объекты инфраструктуры. В первой половине XVIII века здесь были только 3 двора, жившие хуторами. Граф Разумовский переселил к ним несколько семей из села Аркадак, а потом, в самом начале XIX века, из Черниговской губернии. В то время здесь были осиново-берёзовые леса. При графе Разумовском крестьяне были на оброке, а новый владелец перевёл всех на барщину. По выходе на волю были два года на малой барщине (по 40 дней в году), а в 1863 году вышли на выкуп, получив малый надел (283,5 десятины земли на 189 ревизских душ). Надельная земля находилась в одном участке, в северо-западном углу которого были крестьянские усадьбы. Выгон примыкал к усадьбам. Земля едва окупала платежи. Земля была овражистая, со скатом к северу — с юга на север была прорезана речкой Дубовой, с запада на восток тянулись несколько оврагов. Две трети пашни составлял средний чернозём глубиной 1/2 аршина, подпочва — жёлтая глина. Треть пашни занимала солонцеватая земля. В огородах и гумнах был бугроватый чернозём, за огородами находилось болото площадью около 4 десятин.
При крепостном праве владели землёй по тяглам; на тягло давали по 2,5 десятины пашни, с покоса получали около 20 возов сена на тягло. Паровое поле делили ежегодно. По выходе на волю всю пашню залужили под выгон, а пахали по съёмным землям, которые тогда были дёшевы — снимали по 2 рубля за десятину у помещика. Затем земли стали дорожать, и около 1874 года распахали 135 десятин запущенной пашни и всю разделили на 193 ревизских души (добавились 4 души кантонистов). Свалка и навалка душ практиковалась с самой воли в соответствии с изменениями в экономической силе семей. Делили, когда поле под паром, на душу приходился один загон в 20x80 саженей; около 10 бесскотинных дворов получали 36x80 саженей, так как они не пользовались выгоном. При выходе на волю также поделили огород — по 4,5x80 саженей на душу (вместе с гумнами и капустниками); он также переделялся. В редких случаях меняли огород на полевую землю — за одну сажень усадебной земли давали 2 сажени в поле. Покосов и леса в наделе не было; лес на избы покупали на ближайшей железнодорожной станции и у арендаторов по реке Хопру. С начала 1840-х годов топили кизяком, а в урожайные годы соломой; дровами не топил никто. С 1861 года общественной запашки не было; было два деревянных хлебозапасных магазина (один был построен около 1866, другой — около 1871 года). До 1870-х годов сеяли больше пшеницу, а затем стали сеять больше рожь — земли подорожали и выпахались; стало больше сорных трав (так как вследствие недостатка выгона скота стало меньше и он плохо пробивал сор). Рожь занимала 34 % посевной площади, овёс и яровая пшеница — по 23 %, просо занимало 15 %, греча — 5 %. Ранее пахали плугами, а ныне все, кроме 10 дворов, пахали сохами. Хлеб продавали в селе Турки и на станции Салтыковка.
Скот пасся в основном по арендным пастбищам в соседней экономии (за деньги и работу), так как свой выгон (около 100 десятин) был очень плохой. Своей соломы для корма скота не хватало, начинали прикупать с середины зимы в дальних и соседней экономии. Продавали скот на Троицкой ярмарке в слободе Борки. Пашню до середины 1870-х годов арендовали также в соседней экономии, а затем из-за подорожания земли снимали только единолично. Покосы также снимали у соседних владельцев. 38 человек занимались промыслами (31 батрак, 5 пастухов и 2 портных, преимущественно у соседних землевладельцев). До Ивановской школы было слишком далеко, однако желание учить детей было очень сильное, поэтому учились в основном по вечерам у грамотных.
По переписи 1897 года в деревне проживало 756 человек (373 мужчины и 383 женщины), из них 736 православных.
Согласно земским сведениям, в 1911 году в деревне Дубовая той же волости проживало 868 человек (430 мужчин и 438 женщин) в 106 хозяйствах приписного населения. В населении преобладали великороссы. Крестьянские посевы занимали 93 десятины надельной, 1055 — купленной и 386 десятин арендованной земли (итого 1534 десятины). 27,1 % посева использовалось под рожь, 41,6 % — под пшеницу, 21,2 % посева занимал овёс, 10,1 % — просо. Имелось 327 голов рабочего скота (лошадей и быков), 165 голов молочного и 210 — гулевого скота (жеребят, телят и бугаёв), а также 1614 голов мелкого скота (овец и свиней).
По переписи 1926 года в деревне Дубовая, центре Дубовского сельсовета Аркадакской волости Балашовского уезда, жило 994 человека (488 мужчин и 506 женщин) в 178 крестьянских и 2 прочих хозяйствах.
В 1930-е годы на территории Дубовского сельсовета образовались две сельхозартели: имени Красной Армии, которая объединяла 46 дворов и 1163 гектара земли, и «Красный доброволец», которая объединяла 102 двора и 3548 гектаров земли.

## Население
| 2010 |
| ---- |
| 0    |

По переписи 2002 года в деревне Дубовая Грачёвского сельского округа Аркадакского района не было постоянного населения. В 2005 году деревня вошла в состав Росташовского сельского поселения. По переписи 2010 года и переписи 2021 года — также без населения.